# Циммерман, Хильда
Хильда Циммерман (нем. Hilde Zimmermann, урождённая Wundsam; 1920—2002) — австрийская политическая активистка, борец против нацизма.
Участник Австрийского сопротивления, пережила заключение в концлагере Равенсбрюк и Марш смерти. 

## Биография
Родилась 12 сентября 1920 года в Вене. Её родители были активными социал-демократами: мать Анна Вудсам (Anna Wundsam) работала в образовательной секции Социал-демократической партии Австрии, отец работал железнодорожником и тоже был убежденным социал-демократом.
В возрасте четырех лет Хильда переехала со своими родителями и младшим братом Отмаром (род. 1922) в поселок Кагран. Сначала она жила со своей семьей, затем некоторое время воспитывалась с бабушкой и дедушкой. Родители стали безработными в 1934 году и принимали участие в гражданской войне в Австрии. Вскоре они были арестованы: мать была заключена в тюрьму на два месяца, а отец был отправлен в лагерь для интернированных Вёллерсдорф на шесть месяцев. 14-летняя Хильда и 12-летний брат остались одни и были обеспечены интернациональной помощью. Впервые она была ненадолго арестована в 1935 году, но освобождена без дальнейших последствий.
В 1936 году родители Хильды развелись. Девушка в это время работала уборщицей и проходила курс помощи по дому. Затем она устроилась работать няней в дом в Венгрии и вернулась в Австрию только в 1938 году, где жила со своей матерью в Кагране. В 1939 году она и ее брат были арестованы после того, как полиция нашла коммунистическую листовку во время обыска. Брат взял ответственность на себя и содержался под стражей в течение девяти месяцев, Хильду освободили через неделю. В 1941 году она начала изучать скульптуру в Венской женской академии, где проучилась до своего ареста в марте 1944 года.
С началом Второй мировой войны её брат был призван на службу в вермахт. Хильда в 1943 году познакомилась с подпольщиками Сопротивления и сама стала его участником. К 1944 году она сотрудничала с заброшенными в Австрию советскими агентами. Была арестована и отправлена в концентрационный лагерь Равенсбрюк. Ее брат Отмар, который находился в семье во время отпуска, также был отправлен в концентрационный лагерь Бухенвальд. В конце войны, во время эвакуации лагеря, Хильда Циммерман бежала и снова вернулась в Равенсбрюк, который уже был освобождён Красной армией. Позже заболела тифом, по выздоровлении, в июле 1945 года через Берлин вернулась в Вену.
В Австрии она некоторое время жила вместе со своим выжившим братом, поддерживала отношения с бывшими узниками концлагерей, участвовала в  австрийской коммунистической молодежной организации (Kommunistische Jugend Österreichs). Также принимала участие в работе партийной газеты и стала участником Всемирного фестиваля молодёжи и студентов. Она была членом венского союза бывших узников концлагерей (KZ-Verband) и соучредителем австрийского лагерного сообщества Равенсбрюк (Österreichischen Lagergemeinschaft Ravensbrück, ÖLGR), где работала всю оставшуюся жизнь. После событий 1968 года в Чехословакии Хильде Циммерман дистанцировалась от компартии Австрии.
Умерла 25 марта 2002 года в Вене. Была похоронена на городском центральном кладбище Stammersdorfer Zentralfriedhof.

### Семья
Еще во время войны она познакомилась с австрийским подпольщиком Гарри Циммерманом (Harry Zimmermann)а. Вышла за него замуж в 1950-х годах после завершения экзаменов в венской Академии прикладного искусства (Хильда стала скульптором), прерванных в 1944 году. У них родилось трое детей: двое сыновей и одна дочь.
Её брат Отмар стал после войны художником.